# Geranomyia furor
Geranomyia furor är en tvåvingeart som först beskrevs av Alexander 1944.  Geranomyia furor ingår i släktet Geranomyia och familjen småharkrankar.
Artens utbredningsområde är Venezuela. Inga underarter finns listade i Catalogue of Life.